# Mogyoróska
Mogyoróska is een plaats (község) en gemeente in het Hongaarse comitaat Borsod-Abaúj-Zemplén. Mogyoróska telt 73 inwoners (2001).